# Sainte-Foy-de-Peyrolières
Sainte-Foy-de-Peyrolières é uma comuna francesa na região administrativa da Occitânia, no departamento do Alto Garona. Estende-se por uma área de 38.02 km², com 2.091 habitantes, segundo os censos de 2018, com uma densidade de 55 hab/km².